# Carla Romano
Carla Romano (Glasgow, 27 gennaio 1969) è una giornalista britannica di origini italiane.
È conosciuta principalmente per il programma tv che conduce per l'emittente televisiva GMTV.

## Biografia
Si è laureata alla Università di Dundee e si è poi specializzata in giornalismo alla University of Strathclyde.
Ha iniziato la carriera nel febbraio del 1996 a BBC Radio 5 Live, come produttrice e reporter. Ha poi prodotto A Degree of Desperation, programma che tratta il delicato tema della prostituzione tra gli studenti, per cui è stata nominata per il Sony Radio Award.
Nel 1997 ha lavorato come reporter per la BBC Radio Scotland nei programmi Eye To Eye and Newsweek. Ha anche prodotto per Radio 5 Live una serie di documentari sul commercio animale.
Nel 1998 ha vinto il premio Commission for Racial Equality Media per il migliore programma basato sui fatti, per aver prodotto e presentato per la BBC radio una serie di documentari sul fenomeno del razzismo in Scozia.
Alla fine del 1997 ha iniziato a lavorare in televisione, per la BBC, nel nuovo programma Reporting Scotland, presentando il notiziario. Ha anche lavorato come corrispondente scozzese per BBC News 24.
A marzo del 2005 è diventata inviata dell'emittente GMTV a Los Angeles al posto di Jackie Brambles.

## Vita privata
Ha una sorella, Monica Romano, sposata con Gennaro Gattuso.